# 解放水库 (博白)
解放水库是中国广西壮族自治区玉林市博白县菱角镇境内的一座水库，位于南流江支流龙潭河上，建于1958年。水库正常库容为673万立方米，集雨面积为17平方千米，海拔为54.45米。